# Аквапорин 7
Аквапорин 7 — белок группы аквапоринов, образует канал, проницаемый для воды и глицерина. 

## Структура
Подобно другим аквапоринам аквапорин 7 является тетрамерным интегральным белком. Мономер состоит из 342 аминокислот, содержит 2 тандемных повтора с 3 трансмембранными участками и петлю с характерным мотивом аспарагин-пролин-аланин, которая формирует водный канал.